# 滑膜肉瘤
滑膜肉瘤（synovial sarcoma），又称恶性滑膜瘤，是一类罕见的软组织肉瘤，通常病发于胳膊、颈部和腿部关节。
“滑膜肉瘤”一词是出现在二十世纪初，当时一些研究者认为肿瘤的显微成像相似一类滑膜的肿瘤，并常出现邻近关节的部位，暗示肿瘤可能起源于滑膜；然而，肿瘤细胞的发展过程仍是未知，并不一定是来自滑膜。
原发性滑膜肉瘤中最常见的软组织位于手臂和腿的大关节附近，但也有很多记录证明它存在于人体大多数组织和器官中，包括脑、前列腺、心脏。滑膜肉瘤常见于年轻患者，占全部软组织肉瘤的8%；而青少年和年轻成人病例占15-20%。发病高峰期位于30岁前（一说40岁前），男性患者比女性比例高（1.2:1）。

## 组织病理学
在显微镜下，看到滑膜肉瘤中存在两种类型的细胞。一种呈纤维型，称为梭形或肉瘤细胞，比较小而均匀分布在表面；另一类是上皮细胞。常见的滑膜肉瘤均兼具目前这两种双相类型。滑膜肉瘤也可能出现低分化或是单相纤维，仅呈现梭形细胞表面。在极罕见的情况下，有一类单相上皮类型很难被鉴别诊断，常被误诊为恶性周围神经鞘膜瘤或关节炎。
和其他软组织肉瘤一样，滑膜肉瘤并没有通用的分级系统。在欧洲，特洛尼（Trojani）和法国分类法（French system）日益普及 ，而NCI（美国国家癌症研究所）分级制度在美国更为常见。特洛尼方法是根据肿瘤的分化、有丝分裂指数及肿瘤坏死，分为0和6不等数字，然后转换成等级1和3之间（其中1代表较低侵袭性的肿瘤）。NCI系统也分成三级的，但会兼顾一些其他的因素。

## 分子生物学
绝大多数、甚至全部的滑膜肉瘤病例均与t(x;18)(p11.2;q11.2)染色体相互易位有关。但就这个分子生物学现象本身是否定义了滑膜肉瘤仍存争议。
滑膜肉瘤的诊断一般基于组织学做出，若出现上述特征性的t(X;18)染色体异位则可确诊。这类染色体相互易位发生于第18染色体的SS18基因与X染色体的三个滑膜肉瘤X断裂点基因之一（SSX1、SSX2、SSX4）之间，并产生一种SS18-SSX融合基因。由此而生的融合蛋白把SS18的转录激活域和SSX的转录抑制域连在一起。它还是SWI/SNF染色质重塑复合物的一部分，后者是一类已知的肿瘤抑制蛋白。SS18-SSX的一系列基因表达失调，被视为关节滑膜肉瘤的发病机理。
也有一些报告认为SS18-SSX1或SS18-SSX2融合基因类型会与患者肿瘤形态与五年生存率有关系。

## 症状
滑膜肉瘤通常呈现无症状的肿胀或肿块；然而恶性肿瘤相关的一般症状也曾被报道出现，比如疲劳、疼痛。

## 治疗
滑膜肉瘤通常采取复合治疗方法，包括手术、化疗和放疗：
- 手术，通过切除肿瘤以及一定安全边界内的健康组织。这也是滑膜肉瘤的主要治疗方法，能治愈约20-70%的患者（具体数字取决于不同研究报告）[21]
- 常规化学疗法（例如盐酸阿霉素和异环磷酰胺），以减少剩余微小癌细胞的数量[20][22]。
- 放射性疗法，以减少局部复发的机会[20][23]。

2016年爆发的魏则西事件，受害人魏则西身患滑膜肉瘤，因在百度推荐的武警北京市总队第二医院接受了未经审批且效果未经确认的树突细胞-细胞因子诱导的杀伤细胞（DC-CIK）治疗方法，不治去世。